# Ilmari Tuuli
Ilmari Tuuli, född 17 december 1911 i Björkö, död 14 oktober 1995 i Helsingfors, var en finländsk skeppsredare. 
Tuuli köpte sin första skuta 1944. Det var Veikko på 35 bruttoregisterton, byggd 1915. År 1956 grundade han ett rederi under sitt eget namn i Helsingfors, och det utvecklades senare till ett av Finlands största, tonnagemässigt sett. Hans sista fartyg var m/s Merita på 10 589 bruttoregisterton, byggd 1963 och inköpt som haverist 1972. Totalt hade han 30 lastfartyg av olika typ och ålder, huvudsakligen torrlastare sysselsatta i internationell trampfart, företrädesvis med kollaster. Hans fartyg var registrerade i både Helsingfors och Raumo, men rörelsen avvecklades småningom under 1980-talet. 